# گورستان شماره ۶
قبرستان شماره ۶ مربوط به سدهٔ ۴ ه‍.ق تا دوره صفوی است و در شهرستان چابهار، بخش مرکزی، دهستان تیس، ۳۰ متری شرق روستای تیس جنب باغ انبه واقع شده و این اثر در تاریخ ۲۲ آبان ۱۳۸۶ با شمارهٔ ثبت ۱۹۹۶۵ به‌عنوان یکی از آثار ملی ایران به ثبت رسیده است.